# Гостиница Барсукова
Гостиница Барсукова — историческое здание в центре Твери. Памятник архитектуры федерального значения. Находится на Советской улице, дом 7.
Здание было построено в 1760—1770-х годах в стиле барокко под руководством архитектора П. Р. Никитина и при участии архитектора А. В. Квасова. Гостиница стала одной из пяти секций ансамбля домов, построенных «единой фасадой» (в 1949 году здания были объединены).
В начале XIX века купец Барсуков открыл в здании гостиницу. В 1856 году в ней останавливался драматург Александр Островский.